# Smilodon californicus
Smilodon californicus (" Kalifornijski Smilodon") je machairodontinska sabljozuba mačka. Ponekad se smatra posebnom vrstom roda Smilodon, ali je vjerojatnije riječ o podvrsti Smilodona fatalisa (isto kao i Smilodon floridanus).
Smilodon (fatalis) californicus je kalifornijski državni fosil, najčešće pronalažen u katranskim jamama La Brea gdje je skončavao tokom pokušaja hvatanja plijena.

## Unutarnje poveznice
- Smilodon fatalis
- Smilodon gracilis
- Smilodon populator

## Vanjske poveznice
- Dino Land State Fossils: Smilodon of California, pristupljeno 30. travnja 2014.
- Machairodontinae (Sabre-toothed Cats)  Arhivirana inačica izvorne stranice od 19. ožujka 2006. (Wayback Machine), pristupljeno 30. travnja 2014.